# 朝堂院

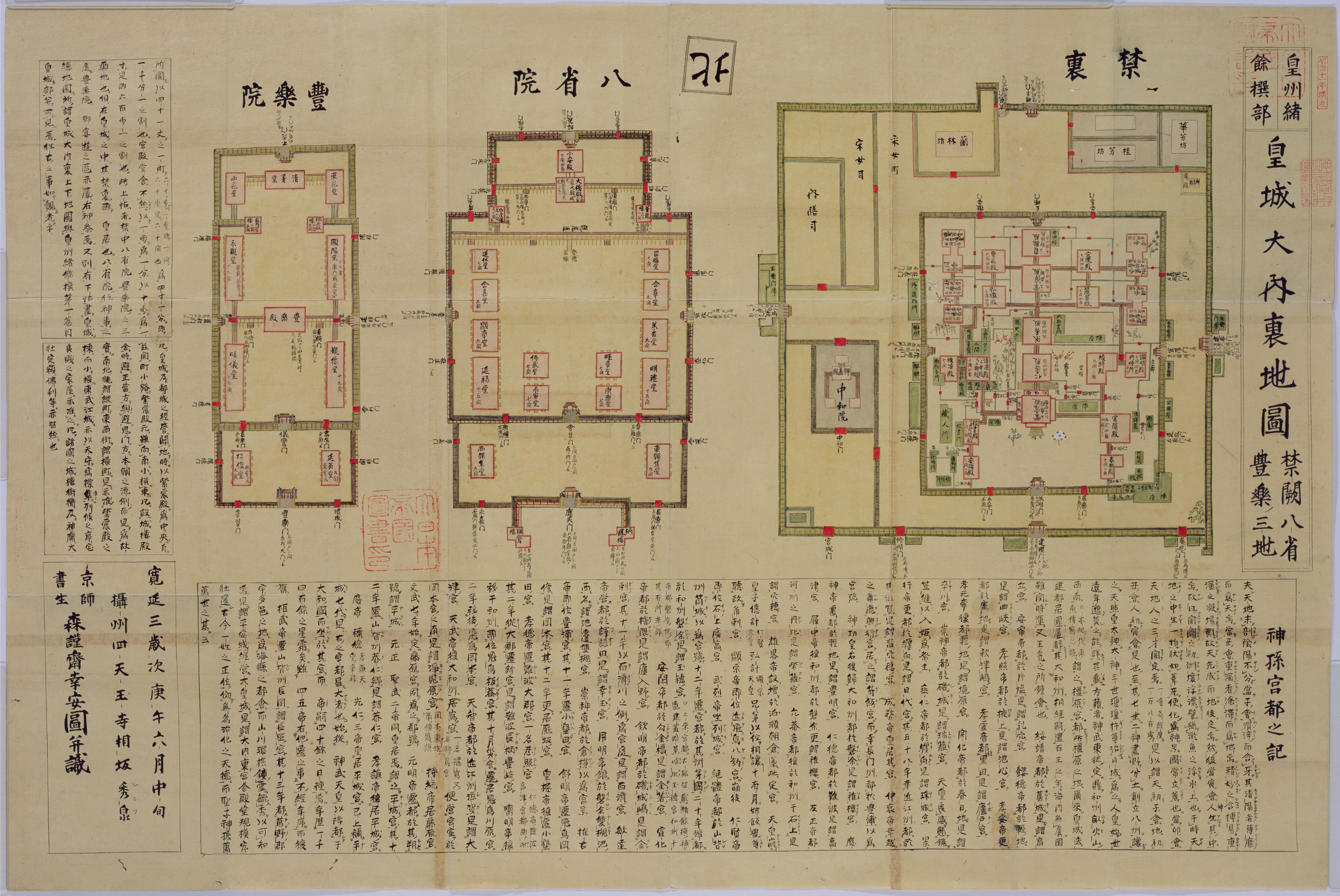
皇城大内裏地図。中央が八省院（朝堂院）。
寛延3年(1750)。森幸安書写。

朝堂院（ちょうどういん）とは日本古代（飛鳥時代・奈良時代・平安時代）の都城における、宮城（大内裏）の正庁。818年以降は八省院（はっしょういん）とも称された。

## 概要

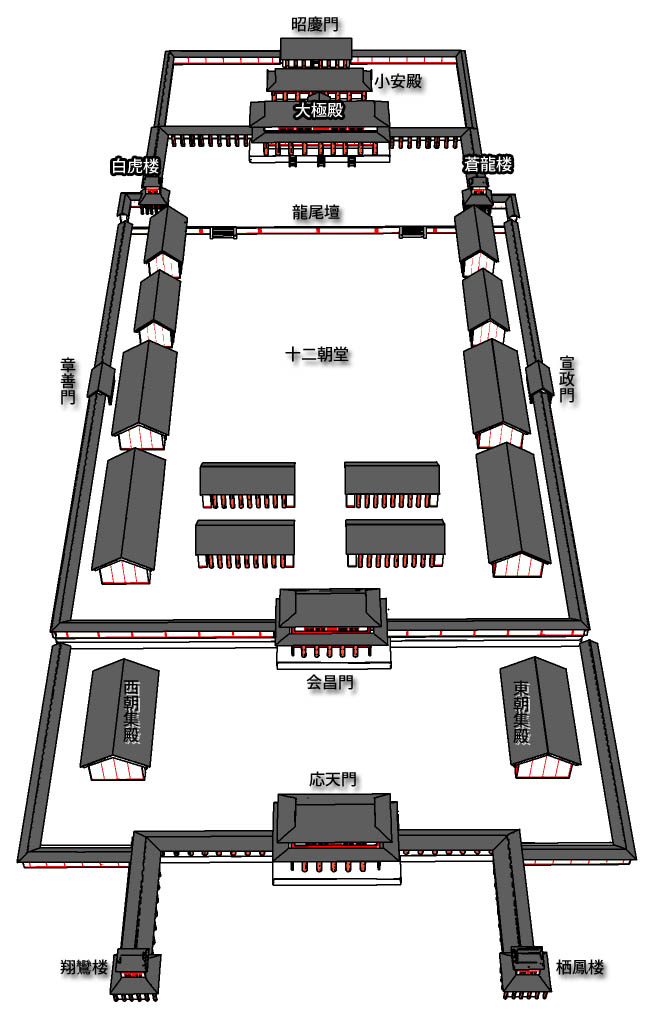
平安京朝堂院再現図

### 構成
推古天皇の小墾田宮（おはりだのみや）あたりに原型が見られ、大内裏の最も重要な施設であり、大極殿、朝堂（ちょうどう）、朝集殿（ちょうしゅうでん）の3種の殿舎からなっていた。
正殿である大極殿には天子の玉座である「高御座」（たかみくら）が据えられており、儀式や謁見の際に天皇が着座した。そこから左右に中庭（「朝庭」という）を挟むようにして朝堂が並び、南に東西朝集殿が建っていた。
朝堂は、天子が早朝に政務をみる朝政をはじめとする庶政や臣下参列のもと国儀大礼をおこなう重要な庁舎で、聖武天皇の代の後期難波宮（難波京）と長岡宮では8堂、藤原宮・恭仁宮および平安宮では12堂であったが、前期難波宮（難波長柄豊碕宮）では少なくとも14堂以上の朝堂があったことを確認している。平城宮の朝堂院は前半・後半を通じて2つのタイプが並列しており、1つは12堂の従来型の朝堂区域ともう1つは饗宴など朝儀に特化したであろうと推定される4堂からなる朝堂区域である。8堂以上の朝堂をもつ朝堂院は、いずれの場合も中軸線をはさんでL字状ないし逆L字状の線対称に朝堂の殿舎が配置され、全体としては「コ」の字状の平面形となった。
朝集殿は、有位の官人が朝政等に参集する際の待機の場として設けられた施設であり、大化・白雉期に営まれた難波長柄豊碕宮の発掘調査において確認されており、以後、平安宮にいたるまで、諸宮の朝堂院にも引き継がれた。

### 機能と変遷

#### 飛鳥時代
朝堂院の原型と思われる殿舎については、『日本書紀』推古紀に飛鳥小墾田宮に関する記述があり、そこから推古女帝の出御する大殿（のちの大極殿）や大夫のひかえる「庁」（のちの朝堂）および朝庭について描写されている。
飛鳥京跡の上層遺構、すなわち天武天皇の飛鳥浄御原宮と斉明天皇の後飛鳥岡本宮については、飛鳥浄御原宮が後飛鳥岡本宮の内郭に「エビノコ郭」と呼ばれる宮殿を加えて完成したとされるところから、エビノコ郭は大極殿、内郭は内裏（天皇の私的住まい）のそれぞれ前身だったとも考えられる。
比較的規模の明瞭な朝堂院の最古は、前期難波宮の発掘調査によって明らかになった難波長柄豊碕宮のもので、そこでは朝堂跡14基以上を確認している。朝堂の各殿舎の規模は小さいものの、その数は最多で、また、朝庭の広大さを特徴としている。建物は掘立柱建物で、瓦は使用されていない。のちの大極殿に相当する内裏前殿と朝堂院が接する内裏南門は前期難波宮において最大の門であり、平城宮の朱雀門よりも大きい。また、朝庭の北方、内裏南門の東西には、複廊に囲まれた八角形の楼閣が並び立つ。これは、他の宮都にはみられない建物遺構である。古市晃は、これを仏殿もしくは、時を告げる鐘楼・鼓楼と紹介している。
藤原宮の朝堂院は最大規模をほこり、そこでは朝堂の東西第一堂と二堂以下とのあいだに格差が設けられた。いずれの建物も基壇をもつ礎石建物で、また、宮としては初めて瓦葺屋根が採用された。

#### 奈良時代

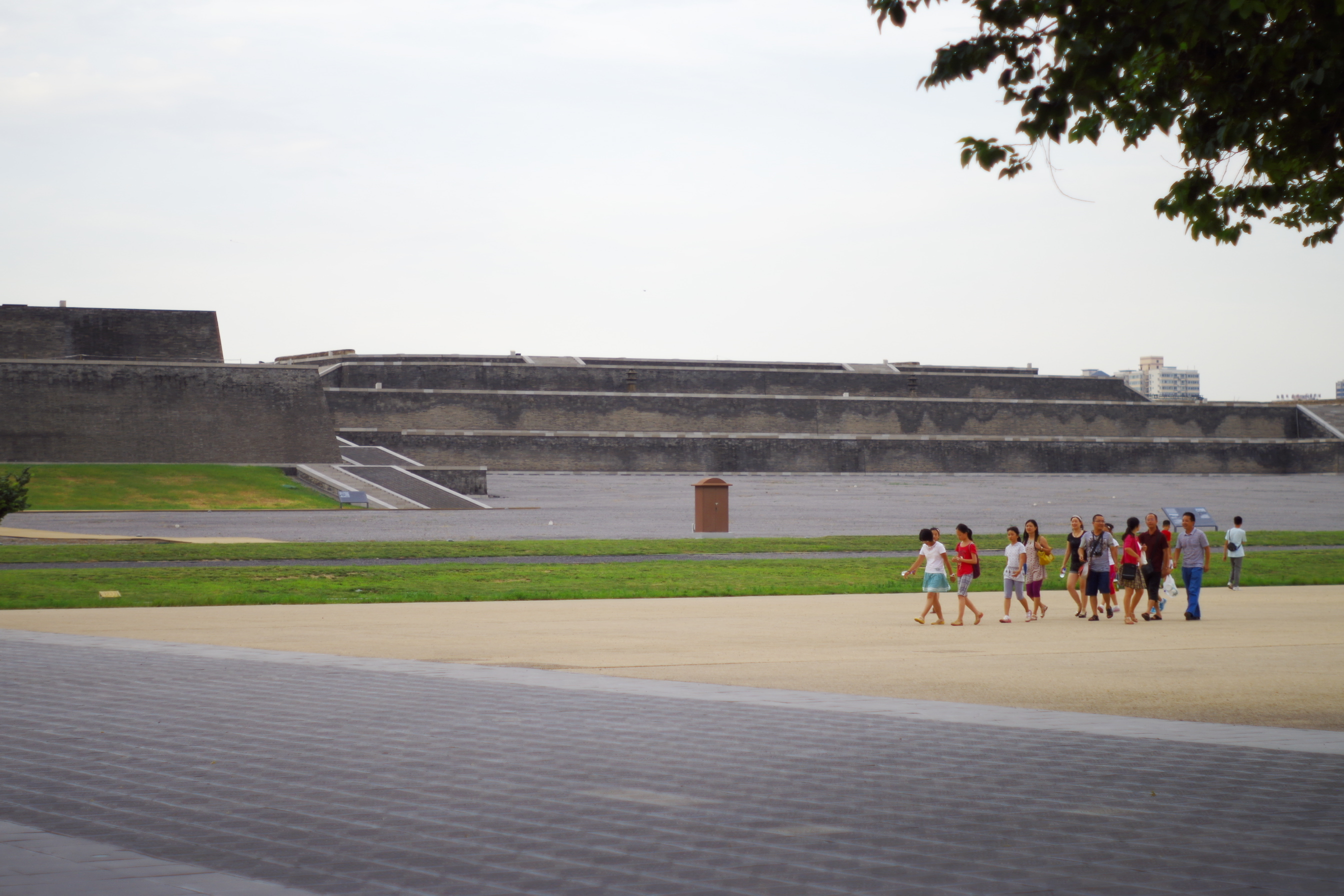
大明宮含元殿遺址（西安市）

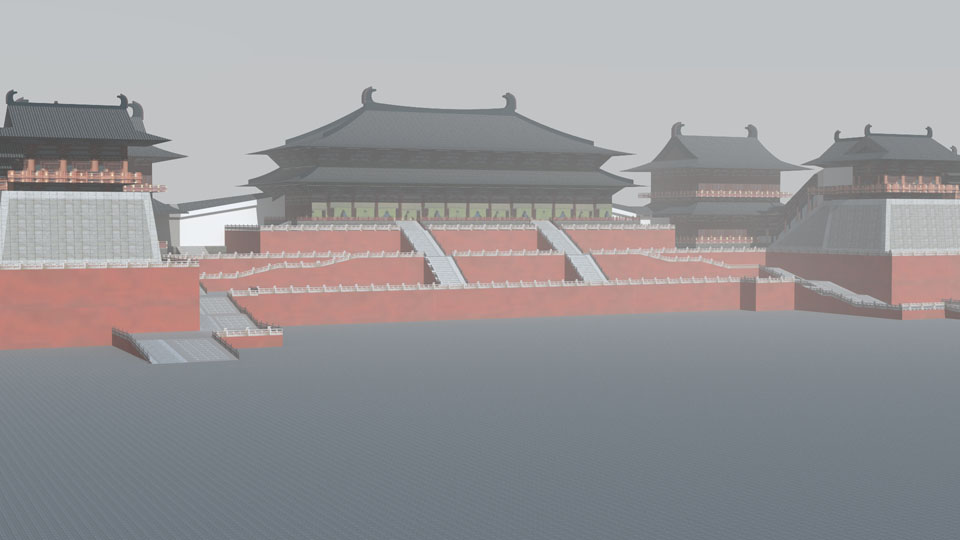
唐代大明宮含元殿復元図

平城宮の朝堂院は長安城大明宮（たいめいきゅう）含元殿（がんげんでん）の影響が濃いといわれている。ここでは、前半と後半ではその構成に大きな変化がみられるが、朝堂部分に関しては上述の2つのタイプの朝堂院が南北方向を長軸にして水路をはさんで東西に並ぶことでは違いがない。内裏と大極殿の関係やその移動、あるいは史書等の文献資料（史料）・木簡等の文字資料にみられる「中宮」「東宮」「西宮」と実際の遺構をどう整合させて理解するかをめぐって、活発な議論がたたかわされている。
また、平城宮において大嘗祭の会場とされた太政官院（だじょうかんいん）について、古くは太政官曹司と解されてきたが、平城宮の発掘調査において朝堂院の区画跡から大嘗祭の際に用いられたとみられる施設の遺構が発見されたことにより、太政官院が朝堂院の別名であると考えられるようになった。なお、「太政官院」の語の史料上の初出は757年（天平宝字元年）の淳仁天皇の大嘗祭の記事であるため、飯田剛彦は大嘗祭の直前に藤原仲麻呂が太政官の最高位に立ったことを指摘して、仲麻呂主導によって実施された改名で「朝堂院」への再改名まで用いられたと推定している。
難波京の難波宮、長岡京の長岡宮については朝堂数が8堂と他の宮都に比較して少ない。難波京は平城京の副都として造営されたことによるものであり、長岡宮については複都制そのものの廃止にともなう桓武天皇の緊縮政策の結果であった。なお、長岡宮にいたって内裏と大極殿は分離されるいっぽう、大極殿は朝堂の正殿としての機能を強め、ここに大極殿・朝堂・朝集殿の全体を一体化してとらえる「朝堂院」の語が成立し、同時代史料のうえで確認されるようになった。なお、「朝堂院」の語の史料上の初出は792年（延暦11年）のことである。

#### 平安時代

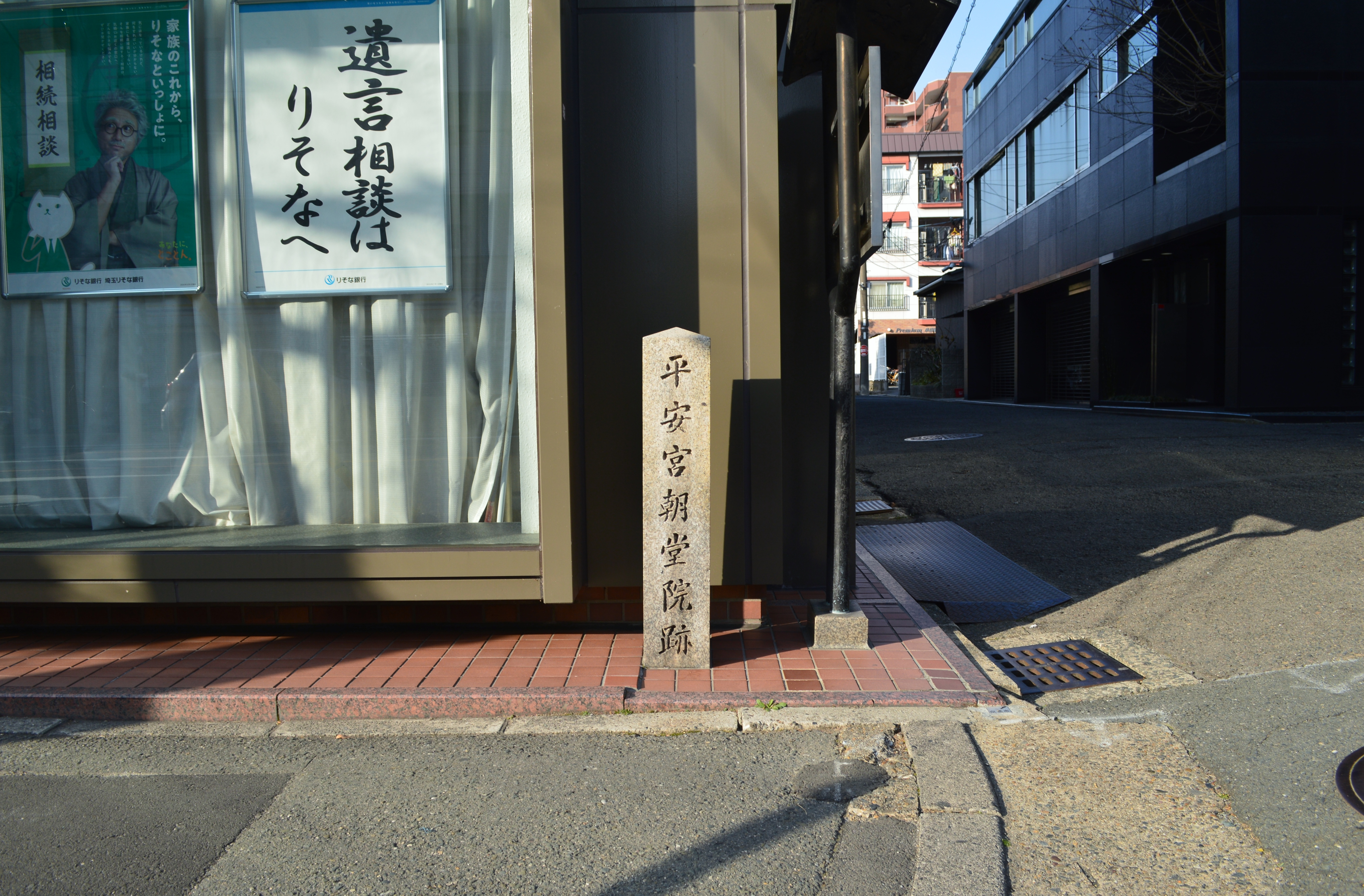
平安宮朝堂院跡

平安京にいたって、内裏と朝堂院は完全に離れ、天皇の私的空間と公的空間の分離がはかられたが、大極殿と朝堂のあいだにあった回廊は取り払われて、「龍尾壇」という壇をのこすのみとなり、両者は「朝堂院」として完全に一体化した。朝堂院全体の入り口として設けられた門が応天門である。
平安宮（大内裏）の朝堂院は、818年（弘仁9年）に朝堂各堂に中国風の号が名づけられたのと同時に「八省院」とも称されるようになった。これは、もと八省の官吏が国事を執務し、天子が決裁するための官庁であったことに由来する。
八省院の朝堂建物の各殿舎の名称と着座の官司は、以下のとおりであった。
| 堂名   |  | 位置   | 着座の官司                     |
| ------ |  | ------ | ------------------------------ |
| 昌福堂 |  | 東一堂 | 太政大臣・左大臣・右大臣       |
| 含章堂 |  | 東二堂 | 大納言・中納言・参議           |
| 承光堂 |  | 東三堂 | 中務省・図書寮・陰陽寮         |
| 明礼堂 |  | 東四堂 | 治部省・雅楽寮・玄蕃寮・諸陵寮 |
| 暉章堂 |  | 東五堂 | 少納言・左弁官・右弁官         |
| 康楽堂 |  | 東六堂 | 主税寮・主計寮・民部省         |

| 堂名   |  | 位置   | 着座の官司             |
| ------ |  | ------ | ---------------------- |
| 延休堂 |  | 西一堂 | 親王                   |
| 含嘉堂 |  | 西二堂 | 弾正台                 |
| 顕章堂 |  | 西三堂 | 刑部省・判事           |
| 延禄堂 |  | 西四堂 | 大蔵省・宮内省・正親司 |
| 修式堂 |  | 西五堂 | 式部省・兵部省         |
| 永寧堂 |  | 西六堂 | 大学寮                 |

朝堂院は名称が変わっても依然として大内裏の中心的施設であったが、応天門の変に際して876年（貞観18年）、その後1058年（天喜6年、大極殿火災のため康平に改元）に焼失し、そのたびに再建されたが、平安時代末期の1177年（安元3年）に焼失して以降は再建されず、その役割は天皇の私的な住まいである内裏や臨時の内裏である「里内裏」へと受け継がれていった。ちなみに現在の高御座は京都御所の紫宸殿にある。
なお、第2次朝堂院の大極殿は、970年（天禄元年）成立の『口遊（くちずさみ）』に「雲太、和二、京三」と見えるように、当時の人々にとって、出雲大社や奈良の東大寺大仏殿に匹敵する建物と捉えられていたと考えられる。

### 機能の変化
藤原宮の頃を頂点として、次第に政事庶務の中心が朝堂院から周辺官衙に移っていき、朝堂院での政務そのものは儀式化の傾向が進み、主として朝賀や即位、饗宴など、主として朝廷の盛典、儀礼に用いられるようになった。また、それにともなって朝堂一郭の規模は、藤原宮を頂点に時代を下るごとに縮小化の傾向がみられた。儀式化した政務に陣定などの評定や訴訟が複合していったが、これらは総称して公事とよばれた。
朝堂殿舎のつくりをみると、平城宮を頂点に四面庇から二面庇へ、さらには庇なしへ、屋根構造も入母屋または寄棟から切妻へと、簡素化の傾向がみられる。これは、朝政の盛衰と深くかかわる変化であろうと推定される。
朝堂配置の面では、平城宮までは天皇の起居する内裏と朝堂院は接していたが、長岡宮にいたって完全に分離するいっぽう、本来は内裏の前殿であった大極殿がむしろ朝堂の正殿としての性格を強め、平安宮では大極殿前面の回廊が取り払われて、大極殿と朝堂一郭が完全に一体化した。大極殿・朝堂・朝集殿の全体を呼称する「朝堂院」の語も長岡京の時代に生まれた。
こうして公的な政務の場である朝堂院と天皇の私的空間である内裏は分離されたが、律令体制の変質によって、以上のような平面変化がかえって内裏を政治の新たな中心の場とし、朝堂院はむしろ全体として儀式の場としての性格をいっそう強く帯びることとなった。院政を経て武士政権が成立すると、朝堂院が担ってきた役割や機能にもはや積極的な意義は見いだせなくなった。それが安元の大火以後、ついに朝堂が再建されなかった理由であると考えられる。

## 復元遺構

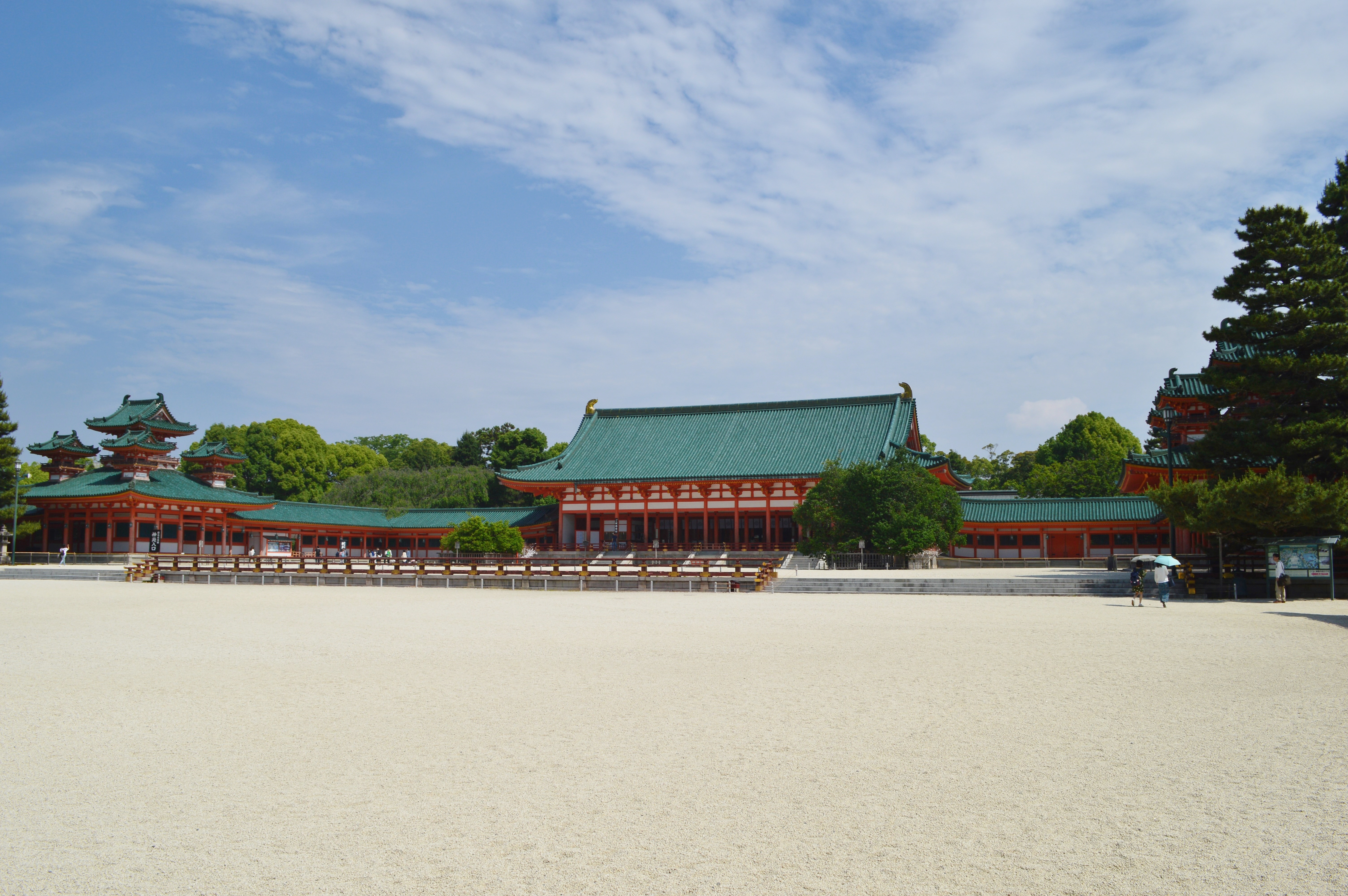
平安宮の大極殿を模してつくられた平安神宮外拝殿。手前は龍尾壇の朱欄を再現。左に白虎楼、右に蒼龍楼。

1895年（明治28年）に創建された平安神宮は平安宮（大内裏）朝堂院の施設を縮小復元したものとなっており、朝堂院の正門である応天門や大極殿などがベンガラによる鮮やかな朱塗りと瓦屋根、礎石列柱をもって復元されている。神宮正面の門（神門）が応天門、内側の左右の殿舎は朝集殿、拝殿は朝堂院の正殿である大極殿（左右には蒼龍楼と白虎楼が付属する）の再現である。基本的にはこれらの復元は、11世紀から焼亡までの第3次朝堂院の再現であるが、会昌門、朝堂12堂、翔鸞楼、栖鳳楼は復元されていない。また、平安神宮の社殿の瓦はすべて緑釉瓦となっているが、実際には軒先と棟部分だけにしか用いられていなかったと推定されている。